# Chamouilley
Chamouilley település Franciaországban, Haute-Marne megyében. Lakosainak száma 725 fő (2022. január 1.). Chamouilley Eurville-Bienville, Narcy, Roches-sur-Marne, Ancerville és Cousances-les-Forges községekkel határos.

## Népesség
A település népességének változása:
| Lakosok száma | 1092 | 992  | 943  | 855  | 835  | 817  | 806  | 798  | 764  | 725  |
|               | 1968 | 1982 | 1990 | 2006 | 2013 | 2015 | 2017 | 2019 | 2020 | 2022 |